# Camille Desmoulins
Lucie-Simplice-Camille-Benoist Desmoulins (n. a Guise el 2 de març del 1760 - mor, executat, a París el 5 d'abril del 1794) fou un periodista i polític que va tenir un paper important en la Revolució francesa. Era amic des de la infantesa de Maximilien Robespierre i amic íntim de Georges Danton i de Jean-Paul Marat. Desmoulins va ser jutjat i executat junt a Danton en resposta a l'oposició que feien els Dantonistes al Comitè de Salvació Pública.

## Biografia
Desmoulins estudià al Collège Louis-le-Grand de París; va ser un estudiant excel·lent i destacà en l'estudi de la literatura clàssica llatina. Estudià Dret i exercí d'advocat al parlement de Paris el 1785; tanmateix el seu temperament impetuós va impedir que tingué èxits en aquest escenari i va passar a ser un periodista polític.
El març de 1789, Jean Benoît Nicolas Desmoulins va ser nomenat diputat dels Estats-Generals per la circumscripció de Guise. El Comte de Mirabeau, va contractar Desmoulins per a escriure en el seu diari.

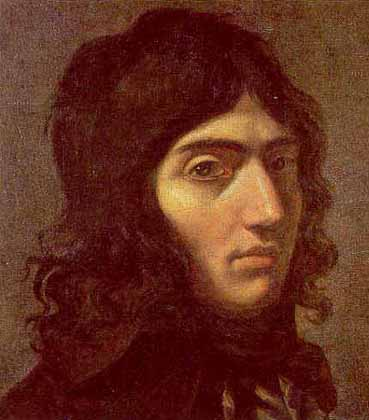
Desmoulins, retratat per Joseph Boze

El maig i juny de 1789, Desmoulins havia escrit un pamflet radical titulat La France Libre, Desmoulins demanava explícitament una república per a França. La France Libre també criticava el paper diví dels reis, la noblesa francesa i el clergat de l'Església Catòlica.
Desmoulins publicà un altre pamflet el setembre de 1789, el seu Discours de la lanterne aux Parisiens, que era agressiu i políticament violent. Va tenir molt èxit popular i hom l'anomenava "Procureur-général de la lanterne" 
El novembre de 1789, Desmoulins va editar el primer número del setmanari Histoire des Révolutions de France et de Brabant, antireialista i prorevolucionari, que duraria fins a finals de juliol de 1791 i va ser molt popular.
A la mort del Comte de Mirabeau l'abril de 1791, Desmoulins el va criticar.
El 16 de juliol de 1791, Desmoulins va formar part d'un grup que demanava la deposició del rei.
A l'estiu de 1793, el General Arthur Dillon, reialista i amic íntim de Desmoulins, va ser empresonat. En una publicació titulada Lettre au General Dillon, Desmoulins a més de defensar Dillon, va atacar membres poderosos del Comitè de Salut Pública com Saint-Just i Billaud-Varenne.
El 5 de desembre de 1793, Desmoulins publicà la revista, Le Vieux Cordelier on condemnava la brutalitat de la revolució francesa i demanant que s'establís un "Comitè de Clemència" Per passar a ser considerat un contrarevolucionari, Desmoulins va ser expulsat del Club des Cordeliers i denunciat als Jacobins, finalment va ser arrestat i executat.